# Zaniolepis
Zaniolepis is een geslacht van straalvinnige vissen uit de familie van groenlingen (Hexagrammidae).

## Soorten
De volgende soorten zijn bij het geslacht ingedeeld:
- Zaniolepis frenata (Eigenmann & Eigenmann, 1889)
- Zaniolepis latipinnis (Girard, 1858)